# Marcel the Shell with Shoes On
Marcel the Shell with Shoes On ist ein 2021 erschienener Animationsfilm. Der Film wurde für zahlreiche Filmpreise nominiert, unter anderem für die Oscarverleihung 2023 oder die Golden Globe Awards 2023, und unter anderem mit dem Satellite Award ausgezeichnet.

## Inhalt
Der Film erzählt mit Stop-Motion-Techniken als Mockumentary von Marcel, einem zentimeterhohen Schneckenhaus mit zwei Beinen und einem Auge, und dessen Beziehung zu dem Filmemacher Dean. Dean zieht nach einer Trennung in ein Airbnb, wo Marcel mit seiner Großmutter Nana Connie mit beginnender Demenz lebt. Marcel verlor seine sonstige Familie, nachdem das Eigentümerehepaar der Wohnung sich trennte. Der Filmemacher Dean beginnt nun das Leben von Marcel für einen Dokumentarfilm aufzuzeichnen. Als der Film sich auf YouTube als Hit erweist und es sogar zu einem Interview bei 60 Minutes kommt, sieht Marcel eine Möglichkeit seine verlorene Familie wiederzufinden.

## Hintergrund
Dean Fleischer Camp und Jenny Slate entwickelten den Film aus dem YouTube-Kurzfilm Marcel the Shell with Shoes On (2010). Hierbei zeichneten sie zuerst Dialoge auf, bevor sie später die Stop-Motion-Technik zur Durchführung entdeckten. Sie verfolgten das Projekt auch weiter, als ihre 2012 geschlossene Ehe 2016 geschieden wurde. Das in dem Film häufig auftretende Thema Trennung hat daher auch autobiografische Bezüge. Die beiden und andere Mitarbeiter brachten auch andere persönliche Aspekte ein. So ist eine Reaktion von Marcel auf einen Onlinekommentar „Love and Peace“ eine zufällige Aufzeichnung von Slates Reaktion auf einen echten Online-Kommentar.

## Rezeption
Peter Bradshaw im Guardian hielt den Film für einen der zehn besten Filme des Filmjahrs 2023 im Vereinigten Königreich. In einer Zeit, in der Filme generischer würden und nur Content produzierten, Superheldenfilme verblassten und Pixar zu programmatisch werde, würde dieser Film von der Reaktion profitieren. Marcel the Shell with Shoes On sei so luftig, klein, exzentrisch und exotisch, dass er alle Regeln einfacher Zugänglichkeit zu ignorieren scheine. Dies betreffe auch den verblüffend vergessbaren Titel.
Richard Brody urteilte für den New Yorker, dass der Film eine kluge Verbindung von Realfilm und Stop-Motion sei. Die Sentimentalität werde aufgewogen durch die Vorstellungskraft und den Schneckenhausblick auf Menschlichkeit.
Im Esquire wurde Marcel the Shell with Shoes On als ein Werk der Liebe bezeichnet und als Suche nicht nach Publikum, sondern Gemeinschaft.

## Auszeichnungen und Nominierungen
Der Film wurde für 68 Filmpreise nominiert, von denen er mit 39 ausgezeichnet wurde. Marcel the Shell with Shoes On galt dabei sowohl bei den Oscars wie auch den BAFTA Awards als echter Herausforderer des Favoriten Guillermo del Toros Pinocchio. Bei den Golden Globe Awards, den BAFTA Awards und den Oscars konnte sich Marcel aber nicht gegen Pinoccio in den Trickfilmkategorien durchsetzen.